# Megistops quasipretiosa
Megistops quasipretiosa es una especie de insecto coleóptero de la familia Chrysomelidae. Fue descrita científicamente en 1993 por Savini.